# Wacław Szymanowski

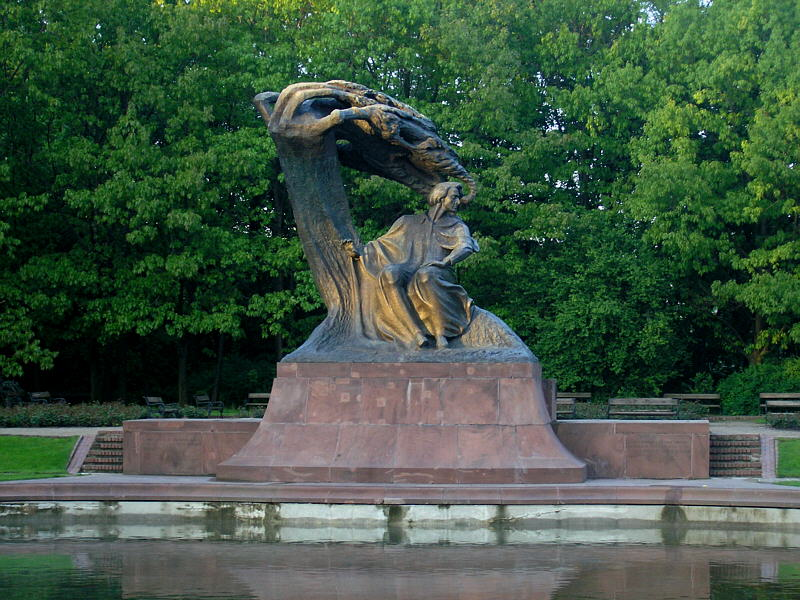
La statua di Chopin a Varsavia

Wacław Szymanowski (Varsavia, 23 agosto 1859 – Varsavia, 22 luglio 1930) è stato uno scultore e pittore polacco, noto principalmente per aver progettato, nel 1907, la famosa statua dedicata al compositore Fryderyk Chopin, situata nel parco Łazienki di Varsavia.

## Biografia
Szymanowski nacque a Varsavia nel 1859 da Wacław Szymanowski, giornalista e scrittore (9 luglio 1821-21 dicembre 1886). Fu padre di Wacław Szymanowski, fisico e politico (14 aprile 1895-15 gennaio 1965).
Fino al 1895 circa dipinse prevalentemente ritratti e quadri di genere che avevano come soggetti alpinisti polacchi e Hutsuls.
Si dedicò poi alla scultura, creando composizioni in stile liberty e in stile simbolista. Progettò i monumenti in memoria di Artur Grottger a Cracovia (1907) e di Fryderyk Chopin a Varsavia; monumenti funebri (compreso quello del padre al cimitero Powązki di Varsavia); e busti. Morì a Varsavia nel 1930, all'età di 70 anni.

## Statua di Chopin
Nel 1907 Szymanowski progettò la statua in bronzo di Fryderyk Chopin, attualmente situata nel parco Łazienki di Varsavia. La statua, eretta nel 1926, è nota per essere stata distrutta dai tedeschi nel 1940 durante l'occupazione della Polonia, e poi successivamente ricostruita nel 1958.